# Індивідуальна гонка переслідування
Індивідуальна гонка переслідування — олімпійський вид велотрекової гонки.

## Опис
Гонка між двома велогонщиками на велотреку. Старт відбувається з протилежних сторін треку. Чотири гонщики, що показали найкращий час, виходять до півфіналу. Гонка починається по сигналу судді. У разі неможливості продовження гонки одним з гонщиків він зупиняється. Після цього йому буде дозволено стартувати ще раз в парі з іншим з вибулих велогонщиків. Якщо таких не виявиться, то гонщик стартує один. Велосипедист, що припинив гонку більше двох разів на одному змаганні більше до старту не допускається.
Мета гонки полягає в тому щоб показати найкращий час або в тому щоб наздогнати суперника.
Чоловіки змагаються на дистанції 4 км, жінки — 3 км.
Гонка проводиться за системою з вибуванням (олімпійська система).
У програмі Олімпійських ігор у чоловіків з 1964 року, у жінок — з 1992. Чотири гонщики, що показали найкращий час, виходять до півфіналу.